# Odair Santos
Odair Ferreira dos Santos (Limeira, 17 maggio 1981) è un atleta paralimpico brasiliano non vedente, specializzato nel mezzofondo.

## Biografia
Affetto da retinite pigmentosa, malattia che porta alla cecità,, ha iniziato a gareggiare nella categoria degli ipovedenti T12, e spesso in competizioni che radunavano anche atleti della categoria T13 (ipovedenti meno svantaggiati). Dal 2011, perso ogni residuo visivo, è passato alla categoria T11 (ciechi assoluti).
Fino all'età di dieci anni ha praticato lo sport, ma ha poi interrotto per ragioni personali. In seguito, grazie all'incoraggiamento di un suo insegnante e all'aiuto di uno zio, ha sviluppato le sue qualità atletiche, giungendo ai massimi livelli nazionali. Ha come guida Carlos Dos Santos.
Presente a quattro edizioni dei Giochi paralimpici estivi e a cinque Mondiali paralimpici di atletica leggera, ha ottenuto molte medaglie. Il 26 ottobre 2015, ai Mondiali di Doha (Qatar), è stato colto da malore mentre correva i 5000 m ed è stato ricoverato in ospedale. È riuscito a riprendersi e rientrare il 30 ottobre, per concorrere nei 1500 m, gara in cui ha ottenuto la medaglia d'oro.
Laureato in educazione fisica, ha tenuto conferenze nelle scuole del suo Paese, contribuendo con la propria testimonianza a una ulteriore conoscenza dello sport paralimpico.

## Palmarès
| Anno | Manifestazione           | Sede           | Evento            | Risultato | Prestazione | Note                                     |
| ---- | ------------------------ | -------------- | ----------------- | --------- | ----------- | ---------------------------------------- |
| 2004 | Giochi paralimpici       | Atene          | 800 m piani T12   | Bronzo    | 1'54"08     |                                          |
| 2004 | Giochi paralimpici       | Atene          | 1500 m piani T13  | Argento   | 3'54"06     |                                          |
| 2004 | Giochi paralimpici       | Atene          | 5000 m piani T12  | Argento   | 15'00"80    |                                          |
| 2004 | Giochi paralimpici       | Atene          | 4×100 m T11/T13   | 4º        | 45"08       |                                          |
| 2005 | Europei paralimpici open | Espoo          | 800 m piani T12   | Oro       | 1'55"11     |                                          |
| 2005 | Europei paralimpici open | Espoo          | 1500 m piani T13  | Argento   | 4'05"68     |                                          |
| 2005 | Europei paralimpici open | Espoo          | 5000 m piani T13  | Oro       | 15'29"86    |                                          |
| 2006 | Mondiali paralimpici     | Assen          | 800 m piani T12   | Argento   | 1'56"13     |                                          |
| 2006 | Mondiali paralimpici     | Assen          | 1500 m piani T12  | Oro       | 3'50"66     |                                          |
| 2006 | Mondiali paralimpici     | Assen          | 5000 m piani T12  | 5º        | 15'32"29    |                                          |
| 2006 | Mondiali paralimpici     | Assen          | 4×400 m T11/T13   | Bronzo    | 3'32"49     |                                          |
| 2008 | Giochi paralimpici       | Pechino        | 800 m piani T12   | Bronzo    | 1'53"73     |                                          |
| 2008 | Giochi paralimpici       | Pechino        | 5000 m piani T13  | Bronzo    | 14'53"35    |                                          |
| 2008 | Giochi paralimpici       | Pechino        | 10000 m piani T12 | Bronzo    | 31'57"91    |                                          |
| 2011 | Mondiali paralimpici     | Christchurch   | 1500 m piani T11  | Oro       | 4'04"70     | Record mondiale                          |
| 2011 | Mondiali paralimpici     | Christchurch   | 5000 m piani T11  | Oro       | 15'16"87    | Record dei campionati                    |
| 2011 | Mondiali paralimpici     | Christchurch   | 10000 m piani T11 | Oro       | 32'13"02    | Record dei campionati                    |
| 2012 | Giochi paralimpici       | Londra         | 1500 m piani T11  | Argento   | 4'03"66     | Record sudamericano                      |
| 2013 | Mondiali paralimpici     | Lione          | 800 m piani T11   | Oro       | 2'00"50     | Record dei campionati                    |
| 2013 | Mondiali paralimpici     | Lione          | 1500 m piani T11  | Oro       | 4'06"51     |                                          |
| 2013 | Mondiali paralimpici     | Lione          | 5000 m piani T11  | Oro       | 15'33"37    | Miglior prestazione personale stagionale |
| 2015 | Mondiali paralimpici     | Doha           | 1500 m piani T11  | Oro       | 4'08"48     |                                          |
| 2016 | Giochi paralimpici       | Rio de Janeiro | 1500 m piani T11  | Argento   | 4'03"85     | Miglior prestazione personale stagionale |
| 2016 | Giochi paralimpici       | Rio de Janeiro | 5000 m piani T11  | Argento   | 15'17"55    |                                          |